# Phản Gambit Albin, Bẫy Lasker
|   | a | b | c | d | e | f | g | h |   |
| 8 | a8 black rook · b8 black knight · c8 black bishop · d8 black queen · e8 black king · g8 black knight · h8 black rook · a7 black pawn · b7 black pawn · c7 black pawn · f7 black pawn · g7 black pawn · h7 black pawn · e5 white pawn · b4 black bishop · c4 white pawn · e3 black pawn · a2 white pawn · b2 white pawn · d2 white bishop · f2 white pawn · g2 white pawn · h2 white pawn · a1 white rook · b1 white knight · d1 white queen · e1 white king · f1 white bishop · g1 white knight · h1 white rook | a8 black rook · b8 black knight · c8 black bishop · d8 black queen · e8 black king · g8 black knight · h8 black rook · a7 black pawn · b7 black pawn · c7 black pawn · f7 black pawn · g7 black pawn · h7 black pawn · e5 white pawn · b4 black bishop · c4 white pawn · e3 black pawn · a2 white pawn · b2 white pawn · d2 white bishop · f2 white pawn · g2 white pawn · h2 white pawn · a1 white rook · b1 white knight · d1 white queen · e1 white king · f1 white bishop · g1 white knight · h1 white rook | a8 black rook · b8 black knight · c8 black bishop · d8 black queen · e8 black king · g8 black knight · h8 black rook · a7 black pawn · b7 black pawn · c7 black pawn · f7 black pawn · g7 black pawn · h7 black pawn · e5 white pawn · b4 black bishop · c4 white pawn · e3 black pawn · a2 white pawn · b2 white pawn · d2 white bishop · f2 white pawn · g2 white pawn · h2 white pawn · a1 white rook · b1 white knight · d1 white queen · e1 white king · f1 white bishop · g1 white knight · h1 white rook | a8 black rook · b8 black knight · c8 black bishop · d8 black queen · e8 black king · g8 black knight · h8 black rook · a7 black pawn · b7 black pawn · c7 black pawn · f7 black pawn · g7 black pawn · h7 black pawn · e5 white pawn · b4 black bishop · c4 white pawn · e3 black pawn · a2 white pawn · b2 white pawn · d2 white bishop · f2 white pawn · g2 white pawn · h2 white pawn · a1 white rook · b1 white knight · d1 white queen · e1 white king · f1 white bishop · g1 white knight · h1 white rook | a8 black rook · b8 black knight · c8 black bishop · d8 black queen · e8 black king · g8 black knight · h8 black rook · a7 black pawn · b7 black pawn · c7 black pawn · f7 black pawn · g7 black pawn · h7 black pawn · e5 white pawn · b4 black bishop · c4 white pawn · e3 black pawn · a2 white pawn · b2 white pawn · d2 white bishop · f2 white pawn · g2 white pawn · h2 white pawn · a1 white rook · b1 white knight · d1 white queen · e1 white king · f1 white bishop · g1 white knight · h1 white rook | a8 black rook · b8 black knight · c8 black bishop · d8 black queen · e8 black king · g8 black knight · h8 black rook · a7 black pawn · b7 black pawn · c7 black pawn · f7 black pawn · g7 black pawn · h7 black pawn · e5 white pawn · b4 black bishop · c4 white pawn · e3 black pawn · a2 white pawn · b2 white pawn · d2 white bishop · f2 white pawn · g2 white pawn · h2 white pawn · a1 white rook · b1 white knight · d1 white queen · e1 white king · f1 white bishop · g1 white knight · h1 white rook | a8 black rook · b8 black knight · c8 black bishop · d8 black queen · e8 black king · g8 black knight · h8 black rook · a7 black pawn · b7 black pawn · c7 black pawn · f7 black pawn · g7 black pawn · h7 black pawn · e5 white pawn · b4 black bishop · c4 white pawn · e3 black pawn · a2 white pawn · b2 white pawn · d2 white bishop · f2 white pawn · g2 white pawn · h2 white pawn · a1 white rook · b1 white knight · d1 white queen · e1 white king · f1 white bishop · g1 white knight · h1 white rook | a8 black rook · b8 black knight · c8 black bishop · d8 black queen · e8 black king · g8 black knight · h8 black rook · a7 black pawn · b7 black pawn · c7 black pawn · f7 black pawn · g7 black pawn · h7 black pawn · e5 white pawn · b4 black bishop · c4 white pawn · e3 black pawn · a2 white pawn · b2 white pawn · d2 white bishop · f2 white pawn · g2 white pawn · h2 white pawn · a1 white rook · b1 white knight · d1 white queen · e1 white king · f1 white bishop · g1 white knight · h1 white rook | 8 |
| 7 | a8 black rook · b8 black knight · c8 black bishop · d8 black queen · e8 black king · g8 black knight · h8 black rook · a7 black pawn · b7 black pawn · c7 black pawn · f7 black pawn · g7 black pawn · h7 black pawn · e5 white pawn · b4 black bishop · c4 white pawn · e3 black pawn · a2 white pawn · b2 white pawn · d2 white bishop · f2 white pawn · g2 white pawn · h2 white pawn · a1 white rook · b1 white knight · d1 white queen · e1 white king · f1 white bishop · g1 white knight · h1 white rook | a8 black rook · b8 black knight · c8 black bishop · d8 black queen · e8 black king · g8 black knight · h8 black rook · a7 black pawn · b7 black pawn · c7 black pawn · f7 black pawn · g7 black pawn · h7 black pawn · e5 white pawn · b4 black bishop · c4 white pawn · e3 black pawn · a2 white pawn · b2 white pawn · d2 white bishop · f2 white pawn · g2 white pawn · h2 white pawn · a1 white rook · b1 white knight · d1 white queen · e1 white king · f1 white bishop · g1 white knight · h1 white rook | a8 black rook · b8 black knight · c8 black bishop · d8 black queen · e8 black king · g8 black knight · h8 black rook · a7 black pawn · b7 black pawn · c7 black pawn · f7 black pawn · g7 black pawn · h7 black pawn · e5 white pawn · b4 black bishop · c4 white pawn · e3 black pawn · a2 white pawn · b2 white pawn · d2 white bishop · f2 white pawn · g2 white pawn · h2 white pawn · a1 white rook · b1 white knight · d1 white queen · e1 white king · f1 white bishop · g1 white knight · h1 white rook | a8 black rook · b8 black knight · c8 black bishop · d8 black queen · e8 black king · g8 black knight · h8 black rook · a7 black pawn · b7 black pawn · c7 black pawn · f7 black pawn · g7 black pawn · h7 black pawn · e5 white pawn · b4 black bishop · c4 white pawn · e3 black pawn · a2 white pawn · b2 white pawn · d2 white bishop · f2 white pawn · g2 white pawn · h2 white pawn · a1 white rook · b1 white knight · d1 white queen · e1 white king · f1 white bishop · g1 white knight · h1 white rook | a8 black rook · b8 black knight · c8 black bishop · d8 black queen · e8 black king · g8 black knight · h8 black rook · a7 black pawn · b7 black pawn · c7 black pawn · f7 black pawn · g7 black pawn · h7 black pawn · e5 white pawn · b4 black bishop · c4 white pawn · e3 black pawn · a2 white pawn · b2 white pawn · d2 white bishop · f2 white pawn · g2 white pawn · h2 white pawn · a1 white rook · b1 white knight · d1 white queen · e1 white king · f1 white bishop · g1 white knight · h1 white rook | a8 black rook · b8 black knight · c8 black bishop · d8 black queen · e8 black king · g8 black knight · h8 black rook · a7 black pawn · b7 black pawn · c7 black pawn · f7 black pawn · g7 black pawn · h7 black pawn · e5 white pawn · b4 black bishop · c4 white pawn · e3 black pawn · a2 white pawn · b2 white pawn · d2 white bishop · f2 white pawn · g2 white pawn · h2 white pawn · a1 white rook · b1 white knight · d1 white queen · e1 white king · f1 white bishop · g1 white knight · h1 white rook | a8 black rook · b8 black knight · c8 black bishop · d8 black queen · e8 black king · g8 black knight · h8 black rook · a7 black pawn · b7 black pawn · c7 black pawn · f7 black pawn · g7 black pawn · h7 black pawn · e5 white pawn · b4 black bishop · c4 white pawn · e3 black pawn · a2 white pawn · b2 white pawn · d2 white bishop · f2 white pawn · g2 white pawn · h2 white pawn · a1 white rook · b1 white knight · d1 white queen · e1 white king · f1 white bishop · g1 white knight · h1 white rook | a8 black rook · b8 black knight · c8 black bishop · d8 black queen · e8 black king · g8 black knight · h8 black rook · a7 black pawn · b7 black pawn · c7 black pawn · f7 black pawn · g7 black pawn · h7 black pawn · e5 white pawn · b4 black bishop · c4 white pawn · e3 black pawn · a2 white pawn · b2 white pawn · d2 white bishop · f2 white pawn · g2 white pawn · h2 white pawn · a1 white rook · b1 white knight · d1 white queen · e1 white king · f1 white bishop · g1 white knight · h1 white rook | 7 |
| 6 | a8 black rook · b8 black knight · c8 black bishop · d8 black queen · e8 black king · g8 black knight · h8 black rook · a7 black pawn · b7 black pawn · c7 black pawn · f7 black pawn · g7 black pawn · h7 black pawn · e5 white pawn · b4 black bishop · c4 white pawn · e3 black pawn · a2 white pawn · b2 white pawn · d2 white bishop · f2 white pawn · g2 white pawn · h2 white pawn · a1 white rook · b1 white knight · d1 white queen · e1 white king · f1 white bishop · g1 white knight · h1 white rook | a8 black rook · b8 black knight · c8 black bishop · d8 black queen · e8 black king · g8 black knight · h8 black rook · a7 black pawn · b7 black pawn · c7 black pawn · f7 black pawn · g7 black pawn · h7 black pawn · e5 white pawn · b4 black bishop · c4 white pawn · e3 black pawn · a2 white pawn · b2 white pawn · d2 white bishop · f2 white pawn · g2 white pawn · h2 white pawn · a1 white rook · b1 white knight · d1 white queen · e1 white king · f1 white bishop · g1 white knight · h1 white rook | a8 black rook · b8 black knight · c8 black bishop · d8 black queen · e8 black king · g8 black knight · h8 black rook · a7 black pawn · b7 black pawn · c7 black pawn · f7 black pawn · g7 black pawn · h7 black pawn · e5 white pawn · b4 black bishop · c4 white pawn · e3 black pawn · a2 white pawn · b2 white pawn · d2 white bishop · f2 white pawn · g2 white pawn · h2 white pawn · a1 white rook · b1 white knight · d1 white queen · e1 white king · f1 white bishop · g1 white knight · h1 white rook | a8 black rook · b8 black knight · c8 black bishop · d8 black queen · e8 black king · g8 black knight · h8 black rook · a7 black pawn · b7 black pawn · c7 black pawn · f7 black pawn · g7 black pawn · h7 black pawn · e5 white pawn · b4 black bishop · c4 white pawn · e3 black pawn · a2 white pawn · b2 white pawn · d2 white bishop · f2 white pawn · g2 white pawn · h2 white pawn · a1 white rook · b1 white knight · d1 white queen · e1 white king · f1 white bishop · g1 white knight · h1 white rook | a8 black rook · b8 black knight · c8 black bishop · d8 black queen · e8 black king · g8 black knight · h8 black rook · a7 black pawn · b7 black pawn · c7 black pawn · f7 black pawn · g7 black pawn · h7 black pawn · e5 white pawn · b4 black bishop · c4 white pawn · e3 black pawn · a2 white pawn · b2 white pawn · d2 white bishop · f2 white pawn · g2 white pawn · h2 white pawn · a1 white rook · b1 white knight · d1 white queen · e1 white king · f1 white bishop · g1 white knight · h1 white rook | a8 black rook · b8 black knight · c8 black bishop · d8 black queen · e8 black king · g8 black knight · h8 black rook · a7 black pawn · b7 black pawn · c7 black pawn · f7 black pawn · g7 black pawn · h7 black pawn · e5 white pawn · b4 black bishop · c4 white pawn · e3 black pawn · a2 white pawn · b2 white pawn · d2 white bishop · f2 white pawn · g2 white pawn · h2 white pawn · a1 white rook · b1 white knight · d1 white queen · e1 white king · f1 white bishop · g1 white knight · h1 white rook | a8 black rook · b8 black knight · c8 black bishop · d8 black queen · e8 black king · g8 black knight · h8 black rook · a7 black pawn · b7 black pawn · c7 black pawn · f7 black pawn · g7 black pawn · h7 black pawn · e5 white pawn · b4 black bishop · c4 white pawn · e3 black pawn · a2 white pawn · b2 white pawn · d2 white bishop · f2 white pawn · g2 white pawn · h2 white pawn · a1 white rook · b1 white knight · d1 white queen · e1 white king · f1 white bishop · g1 white knight · h1 white rook | a8 black rook · b8 black knight · c8 black bishop · d8 black queen · e8 black king · g8 black knight · h8 black rook · a7 black pawn · b7 black pawn · c7 black pawn · f7 black pawn · g7 black pawn · h7 black pawn · e5 white pawn · b4 black bishop · c4 white pawn · e3 black pawn · a2 white pawn · b2 white pawn · d2 white bishop · f2 white pawn · g2 white pawn · h2 white pawn · a1 white rook · b1 white knight · d1 white queen · e1 white king · f1 white bishop · g1 white knight · h1 white rook | 6 |
| 5 | a8 black rook · b8 black knight · c8 black bishop · d8 black queen · e8 black king · g8 black knight · h8 black rook · a7 black pawn · b7 black pawn · c7 black pawn · f7 black pawn · g7 black pawn · h7 black pawn · e5 white pawn · b4 black bishop · c4 white pawn · e3 black pawn · a2 white pawn · b2 white pawn · d2 white bishop · f2 white pawn · g2 white pawn · h2 white pawn · a1 white rook · b1 white knight · d1 white queen · e1 white king · f1 white bishop · g1 white knight · h1 white rook | a8 black rook · b8 black knight · c8 black bishop · d8 black queen · e8 black king · g8 black knight · h8 black rook · a7 black pawn · b7 black pawn · c7 black pawn · f7 black pawn · g7 black pawn · h7 black pawn · e5 white pawn · b4 black bishop · c4 white pawn · e3 black pawn · a2 white pawn · b2 white pawn · d2 white bishop · f2 white pawn · g2 white pawn · h2 white pawn · a1 white rook · b1 white knight · d1 white queen · e1 white king · f1 white bishop · g1 white knight · h1 white rook | a8 black rook · b8 black knight · c8 black bishop · d8 black queen · e8 black king · g8 black knight · h8 black rook · a7 black pawn · b7 black pawn · c7 black pawn · f7 black pawn · g7 black pawn · h7 black pawn · e5 white pawn · b4 black bishop · c4 white pawn · e3 black pawn · a2 white pawn · b2 white pawn · d2 white bishop · f2 white pawn · g2 white pawn · h2 white pawn · a1 white rook · b1 white knight · d1 white queen · e1 white king · f1 white bishop · g1 white knight · h1 white rook | a8 black rook · b8 black knight · c8 black bishop · d8 black queen · e8 black king · g8 black knight · h8 black rook · a7 black pawn · b7 black pawn · c7 black pawn · f7 black pawn · g7 black pawn · h7 black pawn · e5 white pawn · b4 black bishop · c4 white pawn · e3 black pawn · a2 white pawn · b2 white pawn · d2 white bishop · f2 white pawn · g2 white pawn · h2 white pawn · a1 white rook · b1 white knight · d1 white queen · e1 white king · f1 white bishop · g1 white knight · h1 white rook | a8 black rook · b8 black knight · c8 black bishop · d8 black queen · e8 black king · g8 black knight · h8 black rook · a7 black pawn · b7 black pawn · c7 black pawn · f7 black pawn · g7 black pawn · h7 black pawn · e5 white pawn · b4 black bishop · c4 white pawn · e3 black pawn · a2 white pawn · b2 white pawn · d2 white bishop · f2 white pawn · g2 white pawn · h2 white pawn · a1 white rook · b1 white knight · d1 white queen · e1 white king · f1 white bishop · g1 white knight · h1 white rook | a8 black rook · b8 black knight · c8 black bishop · d8 black queen · e8 black king · g8 black knight · h8 black rook · a7 black pawn · b7 black pawn · c7 black pawn · f7 black pawn · g7 black pawn · h7 black pawn · e5 white pawn · b4 black bishop · c4 white pawn · e3 black pawn · a2 white pawn · b2 white pawn · d2 white bishop · f2 white pawn · g2 white pawn · h2 white pawn · a1 white rook · b1 white knight · d1 white queen · e1 white king · f1 white bishop · g1 white knight · h1 white rook | a8 black rook · b8 black knight · c8 black bishop · d8 black queen · e8 black king · g8 black knight · h8 black rook · a7 black pawn · b7 black pawn · c7 black pawn · f7 black pawn · g7 black pawn · h7 black pawn · e5 white pawn · b4 black bishop · c4 white pawn · e3 black pawn · a2 white pawn · b2 white pawn · d2 white bishop · f2 white pawn · g2 white pawn · h2 white pawn · a1 white rook · b1 white knight · d1 white queen · e1 white king · f1 white bishop · g1 white knight · h1 white rook | a8 black rook · b8 black knight · c8 black bishop · d8 black queen · e8 black king · g8 black knight · h8 black rook · a7 black pawn · b7 black pawn · c7 black pawn · f7 black pawn · g7 black pawn · h7 black pawn · e5 white pawn · b4 black bishop · c4 white pawn · e3 black pawn · a2 white pawn · b2 white pawn · d2 white bishop · f2 white pawn · g2 white pawn · h2 white pawn · a1 white rook · b1 white knight · d1 white queen · e1 white king · f1 white bishop · g1 white knight · h1 white rook | 5 |
| 4 | a8 black rook · b8 black knight · c8 black bishop · d8 black queen · e8 black king · g8 black knight · h8 black rook · a7 black pawn · b7 black pawn · c7 black pawn · f7 black pawn · g7 black pawn · h7 black pawn · e5 white pawn · b4 black bishop · c4 white pawn · e3 black pawn · a2 white pawn · b2 white pawn · d2 white bishop · f2 white pawn · g2 white pawn · h2 white pawn · a1 white rook · b1 white knight · d1 white queen · e1 white king · f1 white bishop · g1 white knight · h1 white rook | a8 black rook · b8 black knight · c8 black bishop · d8 black queen · e8 black king · g8 black knight · h8 black rook · a7 black pawn · b7 black pawn · c7 black pawn · f7 black pawn · g7 black pawn · h7 black pawn · e5 white pawn · b4 black bishop · c4 white pawn · e3 black pawn · a2 white pawn · b2 white pawn · d2 white bishop · f2 white pawn · g2 white pawn · h2 white pawn · a1 white rook · b1 white knight · d1 white queen · e1 white king · f1 white bishop · g1 white knight · h1 white rook | a8 black rook · b8 black knight · c8 black bishop · d8 black queen · e8 black king · g8 black knight · h8 black rook · a7 black pawn · b7 black pawn · c7 black pawn · f7 black pawn · g7 black pawn · h7 black pawn · e5 white pawn · b4 black bishop · c4 white pawn · e3 black pawn · a2 white pawn · b2 white pawn · d2 white bishop · f2 white pawn · g2 white pawn · h2 white pawn · a1 white rook · b1 white knight · d1 white queen · e1 white king · f1 white bishop · g1 white knight · h1 white rook | a8 black rook · b8 black knight · c8 black bishop · d8 black queen · e8 black king · g8 black knight · h8 black rook · a7 black pawn · b7 black pawn · c7 black pawn · f7 black pawn · g7 black pawn · h7 black pawn · e5 white pawn · b4 black bishop · c4 white pawn · e3 black pawn · a2 white pawn · b2 white pawn · d2 white bishop · f2 white pawn · g2 white pawn · h2 white pawn · a1 white rook · b1 white knight · d1 white queen · e1 white king · f1 white bishop · g1 white knight · h1 white rook | a8 black rook · b8 black knight · c8 black bishop · d8 black queen · e8 black king · g8 black knight · h8 black rook · a7 black pawn · b7 black pawn · c7 black pawn · f7 black pawn · g7 black pawn · h7 black pawn · e5 white pawn · b4 black bishop · c4 white pawn · e3 black pawn · a2 white pawn · b2 white pawn · d2 white bishop · f2 white pawn · g2 white pawn · h2 white pawn · a1 white rook · b1 white knight · d1 white queen · e1 white king · f1 white bishop · g1 white knight · h1 white rook | a8 black rook · b8 black knight · c8 black bishop · d8 black queen · e8 black king · g8 black knight · h8 black rook · a7 black pawn · b7 black pawn · c7 black pawn · f7 black pawn · g7 black pawn · h7 black pawn · e5 white pawn · b4 black bishop · c4 white pawn · e3 black pawn · a2 white pawn · b2 white pawn · d2 white bishop · f2 white pawn · g2 white pawn · h2 white pawn · a1 white rook · b1 white knight · d1 white queen · e1 white king · f1 white bishop · g1 white knight · h1 white rook | a8 black rook · b8 black knight · c8 black bishop · d8 black queen · e8 black king · g8 black knight · h8 black rook · a7 black pawn · b7 black pawn · c7 black pawn · f7 black pawn · g7 black pawn · h7 black pawn · e5 white pawn · b4 black bishop · c4 white pawn · e3 black pawn · a2 white pawn · b2 white pawn · d2 white bishop · f2 white pawn · g2 white pawn · h2 white pawn · a1 white rook · b1 white knight · d1 white queen · e1 white king · f1 white bishop · g1 white knight · h1 white rook | a8 black rook · b8 black knight · c8 black bishop · d8 black queen · e8 black king · g8 black knight · h8 black rook · a7 black pawn · b7 black pawn · c7 black pawn · f7 black pawn · g7 black pawn · h7 black pawn · e5 white pawn · b4 black bishop · c4 white pawn · e3 black pawn · a2 white pawn · b2 white pawn · d2 white bishop · f2 white pawn · g2 white pawn · h2 white pawn · a1 white rook · b1 white knight · d1 white queen · e1 white king · f1 white bishop · g1 white knight · h1 white rook | 4 |
| 3 | a8 black rook · b8 black knight · c8 black bishop · d8 black queen · e8 black king · g8 black knight · h8 black rook · a7 black pawn · b7 black pawn · c7 black pawn · f7 black pawn · g7 black pawn · h7 black pawn · e5 white pawn · b4 black bishop · c4 white pawn · e3 black pawn · a2 white pawn · b2 white pawn · d2 white bishop · f2 white pawn · g2 white pawn · h2 white pawn · a1 white rook · b1 white knight · d1 white queen · e1 white king · f1 white bishop · g1 white knight · h1 white rook | a8 black rook · b8 black knight · c8 black bishop · d8 black queen · e8 black king · g8 black knight · h8 black rook · a7 black pawn · b7 black pawn · c7 black pawn · f7 black pawn · g7 black pawn · h7 black pawn · e5 white pawn · b4 black bishop · c4 white pawn · e3 black pawn · a2 white pawn · b2 white pawn · d2 white bishop · f2 white pawn · g2 white pawn · h2 white pawn · a1 white rook · b1 white knight · d1 white queen · e1 white king · f1 white bishop · g1 white knight · h1 white rook | a8 black rook · b8 black knight · c8 black bishop · d8 black queen · e8 black king · g8 black knight · h8 black rook · a7 black pawn · b7 black pawn · c7 black pawn · f7 black pawn · g7 black pawn · h7 black pawn · e5 white pawn · b4 black bishop · c4 white pawn · e3 black pawn · a2 white pawn · b2 white pawn · d2 white bishop · f2 white pawn · g2 white pawn · h2 white pawn · a1 white rook · b1 white knight · d1 white queen · e1 white king · f1 white bishop · g1 white knight · h1 white rook | a8 black rook · b8 black knight · c8 black bishop · d8 black queen · e8 black king · g8 black knight · h8 black rook · a7 black pawn · b7 black pawn · c7 black pawn · f7 black pawn · g7 black pawn · h7 black pawn · e5 white pawn · b4 black bishop · c4 white pawn · e3 black pawn · a2 white pawn · b2 white pawn · d2 white bishop · f2 white pawn · g2 white pawn · h2 white pawn · a1 white rook · b1 white knight · d1 white queen · e1 white king · f1 white bishop · g1 white knight · h1 white rook | a8 black rook · b8 black knight · c8 black bishop · d8 black queen · e8 black king · g8 black knight · h8 black rook · a7 black pawn · b7 black pawn · c7 black pawn · f7 black pawn · g7 black pawn · h7 black pawn · e5 white pawn · b4 black bishop · c4 white pawn · e3 black pawn · a2 white pawn · b2 white pawn · d2 white bishop · f2 white pawn · g2 white pawn · h2 white pawn · a1 white rook · b1 white knight · d1 white queen · e1 white king · f1 white bishop · g1 white knight · h1 white rook | a8 black rook · b8 black knight · c8 black bishop · d8 black queen · e8 black king · g8 black knight · h8 black rook · a7 black pawn · b7 black pawn · c7 black pawn · f7 black pawn · g7 black pawn · h7 black pawn · e5 white pawn · b4 black bishop · c4 white pawn · e3 black pawn · a2 white pawn · b2 white pawn · d2 white bishop · f2 white pawn · g2 white pawn · h2 white pawn · a1 white rook · b1 white knight · d1 white queen · e1 white king · f1 white bishop · g1 white knight · h1 white rook | a8 black rook · b8 black knight · c8 black bishop · d8 black queen · e8 black king · g8 black knight · h8 black rook · a7 black pawn · b7 black pawn · c7 black pawn · f7 black pawn · g7 black pawn · h7 black pawn · e5 white pawn · b4 black bishop · c4 white pawn · e3 black pawn · a2 white pawn · b2 white pawn · d2 white bishop · f2 white pawn · g2 white pawn · h2 white pawn · a1 white rook · b1 white knight · d1 white queen · e1 white king · f1 white bishop · g1 white knight · h1 white rook | a8 black rook · b8 black knight · c8 black bishop · d8 black queen · e8 black king · g8 black knight · h8 black rook · a7 black pawn · b7 black pawn · c7 black pawn · f7 black pawn · g7 black pawn · h7 black pawn · e5 white pawn · b4 black bishop · c4 white pawn · e3 black pawn · a2 white pawn · b2 white pawn · d2 white bishop · f2 white pawn · g2 white pawn · h2 white pawn · a1 white rook · b1 white knight · d1 white queen · e1 white king · f1 white bishop · g1 white knight · h1 white rook | 3 |
| 2 | a8 black rook · b8 black knight · c8 black bishop · d8 black queen · e8 black king · g8 black knight · h8 black rook · a7 black pawn · b7 black pawn · c7 black pawn · f7 black pawn · g7 black pawn · h7 black pawn · e5 white pawn · b4 black bishop · c4 white pawn · e3 black pawn · a2 white pawn · b2 white pawn · d2 white bishop · f2 white pawn · g2 white pawn · h2 white pawn · a1 white rook · b1 white knight · d1 white queen · e1 white king · f1 white bishop · g1 white knight · h1 white rook | a8 black rook · b8 black knight · c8 black bishop · d8 black queen · e8 black king · g8 black knight · h8 black rook · a7 black pawn · b7 black pawn · c7 black pawn · f7 black pawn · g7 black pawn · h7 black pawn · e5 white pawn · b4 black bishop · c4 white pawn · e3 black pawn · a2 white pawn · b2 white pawn · d2 white bishop · f2 white pawn · g2 white pawn · h2 white pawn · a1 white rook · b1 white knight · d1 white queen · e1 white king · f1 white bishop · g1 white knight · h1 white rook | a8 black rook · b8 black knight · c8 black bishop · d8 black queen · e8 black king · g8 black knight · h8 black rook · a7 black pawn · b7 black pawn · c7 black pawn · f7 black pawn · g7 black pawn · h7 black pawn · e5 white pawn · b4 black bishop · c4 white pawn · e3 black pawn · a2 white pawn · b2 white pawn · d2 white bishop · f2 white pawn · g2 white pawn · h2 white pawn · a1 white rook · b1 white knight · d1 white queen · e1 white king · f1 white bishop · g1 white knight · h1 white rook | a8 black rook · b8 black knight · c8 black bishop · d8 black queen · e8 black king · g8 black knight · h8 black rook · a7 black pawn · b7 black pawn · c7 black pawn · f7 black pawn · g7 black pawn · h7 black pawn · e5 white pawn · b4 black bishop · c4 white pawn · e3 black pawn · a2 white pawn · b2 white pawn · d2 white bishop · f2 white pawn · g2 white pawn · h2 white pawn · a1 white rook · b1 white knight · d1 white queen · e1 white king · f1 white bishop · g1 white knight · h1 white rook | a8 black rook · b8 black knight · c8 black bishop · d8 black queen · e8 black king · g8 black knight · h8 black rook · a7 black pawn · b7 black pawn · c7 black pawn · f7 black pawn · g7 black pawn · h7 black pawn · e5 white pawn · b4 black bishop · c4 white pawn · e3 black pawn · a2 white pawn · b2 white pawn · d2 white bishop · f2 white pawn · g2 white pawn · h2 white pawn · a1 white rook · b1 white knight · d1 white queen · e1 white king · f1 white bishop · g1 white knight · h1 white rook | a8 black rook · b8 black knight · c8 black bishop · d8 black queen · e8 black king · g8 black knight · h8 black rook · a7 black pawn · b7 black pawn · c7 black pawn · f7 black pawn · g7 black pawn · h7 black pawn · e5 white pawn · b4 black bishop · c4 white pawn · e3 black pawn · a2 white pawn · b2 white pawn · d2 white bishop · f2 white pawn · g2 white pawn · h2 white pawn · a1 white rook · b1 white knight · d1 white queen · e1 white king · f1 white bishop · g1 white knight · h1 white rook | a8 black rook · b8 black knight · c8 black bishop · d8 black queen · e8 black king · g8 black knight · h8 black rook · a7 black pawn · b7 black pawn · c7 black pawn · f7 black pawn · g7 black pawn · h7 black pawn · e5 white pawn · b4 black bishop · c4 white pawn · e3 black pawn · a2 white pawn · b2 white pawn · d2 white bishop · f2 white pawn · g2 white pawn · h2 white pawn · a1 white rook · b1 white knight · d1 white queen · e1 white king · f1 white bishop · g1 white knight · h1 white rook | a8 black rook · b8 black knight · c8 black bishop · d8 black queen · e8 black king · g8 black knight · h8 black rook · a7 black pawn · b7 black pawn · c7 black pawn · f7 black pawn · g7 black pawn · h7 black pawn · e5 white pawn · b4 black bishop · c4 white pawn · e3 black pawn · a2 white pawn · b2 white pawn · d2 white bishop · f2 white pawn · g2 white pawn · h2 white pawn · a1 white rook · b1 white knight · d1 white queen · e1 white king · f1 white bishop · g1 white knight · h1 white rook | 2 |
| 1 | a8 black rook · b8 black knight · c8 black bishop · d8 black queen · e8 black king · g8 black knight · h8 black rook · a7 black pawn · b7 black pawn · c7 black pawn · f7 black pawn · g7 black pawn · h7 black pawn · e5 white pawn · b4 black bishop · c4 white pawn · e3 black pawn · a2 white pawn · b2 white pawn · d2 white bishop · f2 white pawn · g2 white pawn · h2 white pawn · a1 white rook · b1 white knight · d1 white queen · e1 white king · f1 white bishop · g1 white knight · h1 white rook | a8 black rook · b8 black knight · c8 black bishop · d8 black queen · e8 black king · g8 black knight · h8 black rook · a7 black pawn · b7 black pawn · c7 black pawn · f7 black pawn · g7 black pawn · h7 black pawn · e5 white pawn · b4 black bishop · c4 white pawn · e3 black pawn · a2 white pawn · b2 white pawn · d2 white bishop · f2 white pawn · g2 white pawn · h2 white pawn · a1 white rook · b1 white knight · d1 white queen · e1 white king · f1 white bishop · g1 white knight · h1 white rook | a8 black rook · b8 black knight · c8 black bishop · d8 black queen · e8 black king · g8 black knight · h8 black rook · a7 black pawn · b7 black pawn · c7 black pawn · f7 black pawn · g7 black pawn · h7 black pawn · e5 white pawn · b4 black bishop · c4 white pawn · e3 black pawn · a2 white pawn · b2 white pawn · d2 white bishop · f2 white pawn · g2 white pawn · h2 white pawn · a1 white rook · b1 white knight · d1 white queen · e1 white king · f1 white bishop · g1 white knight · h1 white rook | a8 black rook · b8 black knight · c8 black bishop · d8 black queen · e8 black king · g8 black knight · h8 black rook · a7 black pawn · b7 black pawn · c7 black pawn · f7 black pawn · g7 black pawn · h7 black pawn · e5 white pawn · b4 black bishop · c4 white pawn · e3 black pawn · a2 white pawn · b2 white pawn · d2 white bishop · f2 white pawn · g2 white pawn · h2 white pawn · a1 white rook · b1 white knight · d1 white queen · e1 white king · f1 white bishop · g1 white knight · h1 white rook | a8 black rook · b8 black knight · c8 black bishop · d8 black queen · e8 black king · g8 black knight · h8 black rook · a7 black pawn · b7 black pawn · c7 black pawn · f7 black pawn · g7 black pawn · h7 black pawn · e5 white pawn · b4 black bishop · c4 white pawn · e3 black pawn · a2 white pawn · b2 white pawn · d2 white bishop · f2 white pawn · g2 white pawn · h2 white pawn · a1 white rook · b1 white knight · d1 white queen · e1 white king · f1 white bishop · g1 white knight · h1 white rook | a8 black rook · b8 black knight · c8 black bishop · d8 black queen · e8 black king · g8 black knight · h8 black rook · a7 black pawn · b7 black pawn · c7 black pawn · f7 black pawn · g7 black pawn · h7 black pawn · e5 white pawn · b4 black bishop · c4 white pawn · e3 black pawn · a2 white pawn · b2 white pawn · d2 white bishop · f2 white pawn · g2 white pawn · h2 white pawn · a1 white rook · b1 white knight · d1 white queen · e1 white king · f1 white bishop · g1 white knight · h1 white rook | a8 black rook · b8 black knight · c8 black bishop · d8 black queen · e8 black king · g8 black knight · h8 black rook · a7 black pawn · b7 black pawn · c7 black pawn · f7 black pawn · g7 black pawn · h7 black pawn · e5 white pawn · b4 black bishop · c4 white pawn · e3 black pawn · a2 white pawn · b2 white pawn · d2 white bishop · f2 white pawn · g2 white pawn · h2 white pawn · a1 white rook · b1 white knight · d1 white queen · e1 white king · f1 white bishop · g1 white knight · h1 white rook | a8 black rook · b8 black knight · c8 black bishop · d8 black queen · e8 black king · g8 black knight · h8 black rook · a7 black pawn · b7 black pawn · c7 black pawn · f7 black pawn · g7 black pawn · h7 black pawn · e5 white pawn · b4 black bishop · c4 white pawn · e3 black pawn · a2 white pawn · b2 white pawn · d2 white bishop · f2 white pawn · g2 white pawn · h2 white pawn · a1 white rook · b1 white knight · d1 white queen · e1 white king · f1 white bishop · g1 white knight · h1 white rook | 1 |
|   | a | b | c | d | e | f | g | h |   |

Bẫy Lasker là một cái bẫy trong khai cuộc Phản Gambit Albin (Albin Countergambit) và nó được đặt theo tên của kỳ thủ nổi tiếng Emanuel Lasker; dù cho cái bẫy này được ghi nhận lần đầu bởi Serafino Dubois, một kỳ thủ người Italia ((Hooper & Whyld 1996, tr. 219)). Điểm bất thường và độc đáo trong Bẫy Lasker là đã xuất hiện một tình huống phong cấp Tốt thành quân không phải là Hậu (phong cấp như vậy gọi là underpromotion - tạm dịch: phong cấp dưới) ở ngay nước thứ 7.

## Phân tích
1. d4 d5 2. c4 e5
Ta có khai cuộc Phản Gambit Abin.
3. dxe5 d4
Tốt Đen ở d4 mạnh hơn vẻ bề ngoài của nó.
4. e3?
Nước bất cẩn. Mạnh và phổ biến hơn là 4.Mf3.
4... Tb4+ 5. Td2 dxe3! (xem hình)
Giờ tốt nhất cho Trắng là nên chấp nhận chịu Tốt chồng với 6.fxe3.
6. Txb4??
Sai lầm thảm hại để rồi rơi vào Bẫy Lasker. Trong một ván đấu hội đàm vào năm 1899, ba kỳ thủ Blumenfeld, Boyarkow, và Falk cầm quân Trắng đấu với Lasker đã thử chơi 6.Ha4+?, nhưng rồi Đen cũng thắng sau nước đi đó. Ván đấu tiếp tục 6...Mc6 7.Txb4 Hh4 8.Me2 Hxf2+ 9.Vd1 Tg4 10.Mc3 0-0-0+ 11.Td6 cxd6 12.e6 fxe6 13.Vc1 Mf6 14.b4 d5 15.b5 Me5 16.cxd5 Mxd5 17.Hc2 Mb4 18.Md1+ Mxc2 19.Mxf2 Xd2, đến đây Trắng xin thua.
|   | a | b | c | d | e | f | g | h |   |
| 8 | a8 black rook · b8 black knight · c8 black bishop · d8 black queen · e8 black king · g8 black knight · h8 black rook · a7 black pawn · b7 black pawn · c7 black pawn · f7 black pawn · g7 black pawn · h7 black pawn · e5 white pawn · b4 white bishop · c4 white pawn · a2 white pawn · b2 white pawn · e2 white king · g2 white pawn · h2 white pawn · a1 white rook · b1 white knight · d1 white queen · f1 white bishop · g1 black knight · h1 white rook | a8 black rook · b8 black knight · c8 black bishop · d8 black queen · e8 black king · g8 black knight · h8 black rook · a7 black pawn · b7 black pawn · c7 black pawn · f7 black pawn · g7 black pawn · h7 black pawn · e5 white pawn · b4 white bishop · c4 white pawn · a2 white pawn · b2 white pawn · e2 white king · g2 white pawn · h2 white pawn · a1 white rook · b1 white knight · d1 white queen · f1 white bishop · g1 black knight · h1 white rook | a8 black rook · b8 black knight · c8 black bishop · d8 black queen · e8 black king · g8 black knight · h8 black rook · a7 black pawn · b7 black pawn · c7 black pawn · f7 black pawn · g7 black pawn · h7 black pawn · e5 white pawn · b4 white bishop · c4 white pawn · a2 white pawn · b2 white pawn · e2 white king · g2 white pawn · h2 white pawn · a1 white rook · b1 white knight · d1 white queen · f1 white bishop · g1 black knight · h1 white rook | a8 black rook · b8 black knight · c8 black bishop · d8 black queen · e8 black king · g8 black knight · h8 black rook · a7 black pawn · b7 black pawn · c7 black pawn · f7 black pawn · g7 black pawn · h7 black pawn · e5 white pawn · b4 white bishop · c4 white pawn · a2 white pawn · b2 white pawn · e2 white king · g2 white pawn · h2 white pawn · a1 white rook · b1 white knight · d1 white queen · f1 white bishop · g1 black knight · h1 white rook | a8 black rook · b8 black knight · c8 black bishop · d8 black queen · e8 black king · g8 black knight · h8 black rook · a7 black pawn · b7 black pawn · c7 black pawn · f7 black pawn · g7 black pawn · h7 black pawn · e5 white pawn · b4 white bishop · c4 white pawn · a2 white pawn · b2 white pawn · e2 white king · g2 white pawn · h2 white pawn · a1 white rook · b1 white knight · d1 white queen · f1 white bishop · g1 black knight · h1 white rook | a8 black rook · b8 black knight · c8 black bishop · d8 black queen · e8 black king · g8 black knight · h8 black rook · a7 black pawn · b7 black pawn · c7 black pawn · f7 black pawn · g7 black pawn · h7 black pawn · e5 white pawn · b4 white bishop · c4 white pawn · a2 white pawn · b2 white pawn · e2 white king · g2 white pawn · h2 white pawn · a1 white rook · b1 white knight · d1 white queen · f1 white bishop · g1 black knight · h1 white rook | a8 black rook · b8 black knight · c8 black bishop · d8 black queen · e8 black king · g8 black knight · h8 black rook · a7 black pawn · b7 black pawn · c7 black pawn · f7 black pawn · g7 black pawn · h7 black pawn · e5 white pawn · b4 white bishop · c4 white pawn · a2 white pawn · b2 white pawn · e2 white king · g2 white pawn · h2 white pawn · a1 white rook · b1 white knight · d1 white queen · f1 white bishop · g1 black knight · h1 white rook | a8 black rook · b8 black knight · c8 black bishop · d8 black queen · e8 black king · g8 black knight · h8 black rook · a7 black pawn · b7 black pawn · c7 black pawn · f7 black pawn · g7 black pawn · h7 black pawn · e5 white pawn · b4 white bishop · c4 white pawn · a2 white pawn · b2 white pawn · e2 white king · g2 white pawn · h2 white pawn · a1 white rook · b1 white knight · d1 white queen · f1 white bishop · g1 black knight · h1 white rook | 8 |
| 7 | a8 black rook · b8 black knight · c8 black bishop · d8 black queen · e8 black king · g8 black knight · h8 black rook · a7 black pawn · b7 black pawn · c7 black pawn · f7 black pawn · g7 black pawn · h7 black pawn · e5 white pawn · b4 white bishop · c4 white pawn · a2 white pawn · b2 white pawn · e2 white king · g2 white pawn · h2 white pawn · a1 white rook · b1 white knight · d1 white queen · f1 white bishop · g1 black knight · h1 white rook | a8 black rook · b8 black knight · c8 black bishop · d8 black queen · e8 black king · g8 black knight · h8 black rook · a7 black pawn · b7 black pawn · c7 black pawn · f7 black pawn · g7 black pawn · h7 black pawn · e5 white pawn · b4 white bishop · c4 white pawn · a2 white pawn · b2 white pawn · e2 white king · g2 white pawn · h2 white pawn · a1 white rook · b1 white knight · d1 white queen · f1 white bishop · g1 black knight · h1 white rook | a8 black rook · b8 black knight · c8 black bishop · d8 black queen · e8 black king · g8 black knight · h8 black rook · a7 black pawn · b7 black pawn · c7 black pawn · f7 black pawn · g7 black pawn · h7 black pawn · e5 white pawn · b4 white bishop · c4 white pawn · a2 white pawn · b2 white pawn · e2 white king · g2 white pawn · h2 white pawn · a1 white rook · b1 white knight · d1 white queen · f1 white bishop · g1 black knight · h1 white rook | a8 black rook · b8 black knight · c8 black bishop · d8 black queen · e8 black king · g8 black knight · h8 black rook · a7 black pawn · b7 black pawn · c7 black pawn · f7 black pawn · g7 black pawn · h7 black pawn · e5 white pawn · b4 white bishop · c4 white pawn · a2 white pawn · b2 white pawn · e2 white king · g2 white pawn · h2 white pawn · a1 white rook · b1 white knight · d1 white queen · f1 white bishop · g1 black knight · h1 white rook | a8 black rook · b8 black knight · c8 black bishop · d8 black queen · e8 black king · g8 black knight · h8 black rook · a7 black pawn · b7 black pawn · c7 black pawn · f7 black pawn · g7 black pawn · h7 black pawn · e5 white pawn · b4 white bishop · c4 white pawn · a2 white pawn · b2 white pawn · e2 white king · g2 white pawn · h2 white pawn · a1 white rook · b1 white knight · d1 white queen · f1 white bishop · g1 black knight · h1 white rook | a8 black rook · b8 black knight · c8 black bishop · d8 black queen · e8 black king · g8 black knight · h8 black rook · a7 black pawn · b7 black pawn · c7 black pawn · f7 black pawn · g7 black pawn · h7 black pawn · e5 white pawn · b4 white bishop · c4 white pawn · a2 white pawn · b2 white pawn · e2 white king · g2 white pawn · h2 white pawn · a1 white rook · b1 white knight · d1 white queen · f1 white bishop · g1 black knight · h1 white rook | a8 black rook · b8 black knight · c8 black bishop · d8 black queen · e8 black king · g8 black knight · h8 black rook · a7 black pawn · b7 black pawn · c7 black pawn · f7 black pawn · g7 black pawn · h7 black pawn · e5 white pawn · b4 white bishop · c4 white pawn · a2 white pawn · b2 white pawn · e2 white king · g2 white pawn · h2 white pawn · a1 white rook · b1 white knight · d1 white queen · f1 white bishop · g1 black knight · h1 white rook | a8 black rook · b8 black knight · c8 black bishop · d8 black queen · e8 black king · g8 black knight · h8 black rook · a7 black pawn · b7 black pawn · c7 black pawn · f7 black pawn · g7 black pawn · h7 black pawn · e5 white pawn · b4 white bishop · c4 white pawn · a2 white pawn · b2 white pawn · e2 white king · g2 white pawn · h2 white pawn · a1 white rook · b1 white knight · d1 white queen · f1 white bishop · g1 black knight · h1 white rook | 7 |
| 6 | a8 black rook · b8 black knight · c8 black bishop · d8 black queen · e8 black king · g8 black knight · h8 black rook · a7 black pawn · b7 black pawn · c7 black pawn · f7 black pawn · g7 black pawn · h7 black pawn · e5 white pawn · b4 white bishop · c4 white pawn · a2 white pawn · b2 white pawn · e2 white king · g2 white pawn · h2 white pawn · a1 white rook · b1 white knight · d1 white queen · f1 white bishop · g1 black knight · h1 white rook | a8 black rook · b8 black knight · c8 black bishop · d8 black queen · e8 black king · g8 black knight · h8 black rook · a7 black pawn · b7 black pawn · c7 black pawn · f7 black pawn · g7 black pawn · h7 black pawn · e5 white pawn · b4 white bishop · c4 white pawn · a2 white pawn · b2 white pawn · e2 white king · g2 white pawn · h2 white pawn · a1 white rook · b1 white knight · d1 white queen · f1 white bishop · g1 black knight · h1 white rook | a8 black rook · b8 black knight · c8 black bishop · d8 black queen · e8 black king · g8 black knight · h8 black rook · a7 black pawn · b7 black pawn · c7 black pawn · f7 black pawn · g7 black pawn · h7 black pawn · e5 white pawn · b4 white bishop · c4 white pawn · a2 white pawn · b2 white pawn · e2 white king · g2 white pawn · h2 white pawn · a1 white rook · b1 white knight · d1 white queen · f1 white bishop · g1 black knight · h1 white rook | a8 black rook · b8 black knight · c8 black bishop · d8 black queen · e8 black king · g8 black knight · h8 black rook · a7 black pawn · b7 black pawn · c7 black pawn · f7 black pawn · g7 black pawn · h7 black pawn · e5 white pawn · b4 white bishop · c4 white pawn · a2 white pawn · b2 white pawn · e2 white king · g2 white pawn · h2 white pawn · a1 white rook · b1 white knight · d1 white queen · f1 white bishop · g1 black knight · h1 white rook | a8 black rook · b8 black knight · c8 black bishop · d8 black queen · e8 black king · g8 black knight · h8 black rook · a7 black pawn · b7 black pawn · c7 black pawn · f7 black pawn · g7 black pawn · h7 black pawn · e5 white pawn · b4 white bishop · c4 white pawn · a2 white pawn · b2 white pawn · e2 white king · g2 white pawn · h2 white pawn · a1 white rook · b1 white knight · d1 white queen · f1 white bishop · g1 black knight · h1 white rook | a8 black rook · b8 black knight · c8 black bishop · d8 black queen · e8 black king · g8 black knight · h8 black rook · a7 black pawn · b7 black pawn · c7 black pawn · f7 black pawn · g7 black pawn · h7 black pawn · e5 white pawn · b4 white bishop · c4 white pawn · a2 white pawn · b2 white pawn · e2 white king · g2 white pawn · h2 white pawn · a1 white rook · b1 white knight · d1 white queen · f1 white bishop · g1 black knight · h1 white rook | a8 black rook · b8 black knight · c8 black bishop · d8 black queen · e8 black king · g8 black knight · h8 black rook · a7 black pawn · b7 black pawn · c7 black pawn · f7 black pawn · g7 black pawn · h7 black pawn · e5 white pawn · b4 white bishop · c4 white pawn · a2 white pawn · b2 white pawn · e2 white king · g2 white pawn · h2 white pawn · a1 white rook · b1 white knight · d1 white queen · f1 white bishop · g1 black knight · h1 white rook | a8 black rook · b8 black knight · c8 black bishop · d8 black queen · e8 black king · g8 black knight · h8 black rook · a7 black pawn · b7 black pawn · c7 black pawn · f7 black pawn · g7 black pawn · h7 black pawn · e5 white pawn · b4 white bishop · c4 white pawn · a2 white pawn · b2 white pawn · e2 white king · g2 white pawn · h2 white pawn · a1 white rook · b1 white knight · d1 white queen · f1 white bishop · g1 black knight · h1 white rook | 6 |
| 5 | a8 black rook · b8 black knight · c8 black bishop · d8 black queen · e8 black king · g8 black knight · h8 black rook · a7 black pawn · b7 black pawn · c7 black pawn · f7 black pawn · g7 black pawn · h7 black pawn · e5 white pawn · b4 white bishop · c4 white pawn · a2 white pawn · b2 white pawn · e2 white king · g2 white pawn · h2 white pawn · a1 white rook · b1 white knight · d1 white queen · f1 white bishop · g1 black knight · h1 white rook | a8 black rook · b8 black knight · c8 black bishop · d8 black queen · e8 black king · g8 black knight · h8 black rook · a7 black pawn · b7 black pawn · c7 black pawn · f7 black pawn · g7 black pawn · h7 black pawn · e5 white pawn · b4 white bishop · c4 white pawn · a2 white pawn · b2 white pawn · e2 white king · g2 white pawn · h2 white pawn · a1 white rook · b1 white knight · d1 white queen · f1 white bishop · g1 black knight · h1 white rook | a8 black rook · b8 black knight · c8 black bishop · d8 black queen · e8 black king · g8 black knight · h8 black rook · a7 black pawn · b7 black pawn · c7 black pawn · f7 black pawn · g7 black pawn · h7 black pawn · e5 white pawn · b4 white bishop · c4 white pawn · a2 white pawn · b2 white pawn · e2 white king · g2 white pawn · h2 white pawn · a1 white rook · b1 white knight · d1 white queen · f1 white bishop · g1 black knight · h1 white rook | a8 black rook · b8 black knight · c8 black bishop · d8 black queen · e8 black king · g8 black knight · h8 black rook · a7 black pawn · b7 black pawn · c7 black pawn · f7 black pawn · g7 black pawn · h7 black pawn · e5 white pawn · b4 white bishop · c4 white pawn · a2 white pawn · b2 white pawn · e2 white king · g2 white pawn · h2 white pawn · a1 white rook · b1 white knight · d1 white queen · f1 white bishop · g1 black knight · h1 white rook | a8 black rook · b8 black knight · c8 black bishop · d8 black queen · e8 black king · g8 black knight · h8 black rook · a7 black pawn · b7 black pawn · c7 black pawn · f7 black pawn · g7 black pawn · h7 black pawn · e5 white pawn · b4 white bishop · c4 white pawn · a2 white pawn · b2 white pawn · e2 white king · g2 white pawn · h2 white pawn · a1 white rook · b1 white knight · d1 white queen · f1 white bishop · g1 black knight · h1 white rook | a8 black rook · b8 black knight · c8 black bishop · d8 black queen · e8 black king · g8 black knight · h8 black rook · a7 black pawn · b7 black pawn · c7 black pawn · f7 black pawn · g7 black pawn · h7 black pawn · e5 white pawn · b4 white bishop · c4 white pawn · a2 white pawn · b2 white pawn · e2 white king · g2 white pawn · h2 white pawn · a1 white rook · b1 white knight · d1 white queen · f1 white bishop · g1 black knight · h1 white rook | a8 black rook · b8 black knight · c8 black bishop · d8 black queen · e8 black king · g8 black knight · h8 black rook · a7 black pawn · b7 black pawn · c7 black pawn · f7 black pawn · g7 black pawn · h7 black pawn · e5 white pawn · b4 white bishop · c4 white pawn · a2 white pawn · b2 white pawn · e2 white king · g2 white pawn · h2 white pawn · a1 white rook · b1 white knight · d1 white queen · f1 white bishop · g1 black knight · h1 white rook | a8 black rook · b8 black knight · c8 black bishop · d8 black queen · e8 black king · g8 black knight · h8 black rook · a7 black pawn · b7 black pawn · c7 black pawn · f7 black pawn · g7 black pawn · h7 black pawn · e5 white pawn · b4 white bishop · c4 white pawn · a2 white pawn · b2 white pawn · e2 white king · g2 white pawn · h2 white pawn · a1 white rook · b1 white knight · d1 white queen · f1 white bishop · g1 black knight · h1 white rook | 5 |
| 4 | a8 black rook · b8 black knight · c8 black bishop · d8 black queen · e8 black king · g8 black knight · h8 black rook · a7 black pawn · b7 black pawn · c7 black pawn · f7 black pawn · g7 black pawn · h7 black pawn · e5 white pawn · b4 white bishop · c4 white pawn · a2 white pawn · b2 white pawn · e2 white king · g2 white pawn · h2 white pawn · a1 white rook · b1 white knight · d1 white queen · f1 white bishop · g1 black knight · h1 white rook | a8 black rook · b8 black knight · c8 black bishop · d8 black queen · e8 black king · g8 black knight · h8 black rook · a7 black pawn · b7 black pawn · c7 black pawn · f7 black pawn · g7 black pawn · h7 black pawn · e5 white pawn · b4 white bishop · c4 white pawn · a2 white pawn · b2 white pawn · e2 white king · g2 white pawn · h2 white pawn · a1 white rook · b1 white knight · d1 white queen · f1 white bishop · g1 black knight · h1 white rook | a8 black rook · b8 black knight · c8 black bishop · d8 black queen · e8 black king · g8 black knight · h8 black rook · a7 black pawn · b7 black pawn · c7 black pawn · f7 black pawn · g7 black pawn · h7 black pawn · e5 white pawn · b4 white bishop · c4 white pawn · a2 white pawn · b2 white pawn · e2 white king · g2 white pawn · h2 white pawn · a1 white rook · b1 white knight · d1 white queen · f1 white bishop · g1 black knight · h1 white rook | a8 black rook · b8 black knight · c8 black bishop · d8 black queen · e8 black king · g8 black knight · h8 black rook · a7 black pawn · b7 black pawn · c7 black pawn · f7 black pawn · g7 black pawn · h7 black pawn · e5 white pawn · b4 white bishop · c4 white pawn · a2 white pawn · b2 white pawn · e2 white king · g2 white pawn · h2 white pawn · a1 white rook · b1 white knight · d1 white queen · f1 white bishop · g1 black knight · h1 white rook | a8 black rook · b8 black knight · c8 black bishop · d8 black queen · e8 black king · g8 black knight · h8 black rook · a7 black pawn · b7 black pawn · c7 black pawn · f7 black pawn · g7 black pawn · h7 black pawn · e5 white pawn · b4 white bishop · c4 white pawn · a2 white pawn · b2 white pawn · e2 white king · g2 white pawn · h2 white pawn · a1 white rook · b1 white knight · d1 white queen · f1 white bishop · g1 black knight · h1 white rook | a8 black rook · b8 black knight · c8 black bishop · d8 black queen · e8 black king · g8 black knight · h8 black rook · a7 black pawn · b7 black pawn · c7 black pawn · f7 black pawn · g7 black pawn · h7 black pawn · e5 white pawn · b4 white bishop · c4 white pawn · a2 white pawn · b2 white pawn · e2 white king · g2 white pawn · h2 white pawn · a1 white rook · b1 white knight · d1 white queen · f1 white bishop · g1 black knight · h1 white rook | a8 black rook · b8 black knight · c8 black bishop · d8 black queen · e8 black king · g8 black knight · h8 black rook · a7 black pawn · b7 black pawn · c7 black pawn · f7 black pawn · g7 black pawn · h7 black pawn · e5 white pawn · b4 white bishop · c4 white pawn · a2 white pawn · b2 white pawn · e2 white king · g2 white pawn · h2 white pawn · a1 white rook · b1 white knight · d1 white queen · f1 white bishop · g1 black knight · h1 white rook | a8 black rook · b8 black knight · c8 black bishop · d8 black queen · e8 black king · g8 black knight · h8 black rook · a7 black pawn · b7 black pawn · c7 black pawn · f7 black pawn · g7 black pawn · h7 black pawn · e5 white pawn · b4 white bishop · c4 white pawn · a2 white pawn · b2 white pawn · e2 white king · g2 white pawn · h2 white pawn · a1 white rook · b1 white knight · d1 white queen · f1 white bishop · g1 black knight · h1 white rook | 4 |
| 3 | a8 black rook · b8 black knight · c8 black bishop · d8 black queen · e8 black king · g8 black knight · h8 black rook · a7 black pawn · b7 black pawn · c7 black pawn · f7 black pawn · g7 black pawn · h7 black pawn · e5 white pawn · b4 white bishop · c4 white pawn · a2 white pawn · b2 white pawn · e2 white king · g2 white pawn · h2 white pawn · a1 white rook · b1 white knight · d1 white queen · f1 white bishop · g1 black knight · h1 white rook | a8 black rook · b8 black knight · c8 black bishop · d8 black queen · e8 black king · g8 black knight · h8 black rook · a7 black pawn · b7 black pawn · c7 black pawn · f7 black pawn · g7 black pawn · h7 black pawn · e5 white pawn · b4 white bishop · c4 white pawn · a2 white pawn · b2 white pawn · e2 white king · g2 white pawn · h2 white pawn · a1 white rook · b1 white knight · d1 white queen · f1 white bishop · g1 black knight · h1 white rook | a8 black rook · b8 black knight · c8 black bishop · d8 black queen · e8 black king · g8 black knight · h8 black rook · a7 black pawn · b7 black pawn · c7 black pawn · f7 black pawn · g7 black pawn · h7 black pawn · e5 white pawn · b4 white bishop · c4 white pawn · a2 white pawn · b2 white pawn · e2 white king · g2 white pawn · h2 white pawn · a1 white rook · b1 white knight · d1 white queen · f1 white bishop · g1 black knight · h1 white rook | a8 black rook · b8 black knight · c8 black bishop · d8 black queen · e8 black king · g8 black knight · h8 black rook · a7 black pawn · b7 black pawn · c7 black pawn · f7 black pawn · g7 black pawn · h7 black pawn · e5 white pawn · b4 white bishop · c4 white pawn · a2 white pawn · b2 white pawn · e2 white king · g2 white pawn · h2 white pawn · a1 white rook · b1 white knight · d1 white queen · f1 white bishop · g1 black knight · h1 white rook | a8 black rook · b8 black knight · c8 black bishop · d8 black queen · e8 black king · g8 black knight · h8 black rook · a7 black pawn · b7 black pawn · c7 black pawn · f7 black pawn · g7 black pawn · h7 black pawn · e5 white pawn · b4 white bishop · c4 white pawn · a2 white pawn · b2 white pawn · e2 white king · g2 white pawn · h2 white pawn · a1 white rook · b1 white knight · d1 white queen · f1 white bishop · g1 black knight · h1 white rook | a8 black rook · b8 black knight · c8 black bishop · d8 black queen · e8 black king · g8 black knight · h8 black rook · a7 black pawn · b7 black pawn · c7 black pawn · f7 black pawn · g7 black pawn · h7 black pawn · e5 white pawn · b4 white bishop · c4 white pawn · a2 white pawn · b2 white pawn · e2 white king · g2 white pawn · h2 white pawn · a1 white rook · b1 white knight · d1 white queen · f1 white bishop · g1 black knight · h1 white rook | a8 black rook · b8 black knight · c8 black bishop · d8 black queen · e8 black king · g8 black knight · h8 black rook · a7 black pawn · b7 black pawn · c7 black pawn · f7 black pawn · g7 black pawn · h7 black pawn · e5 white pawn · b4 white bishop · c4 white pawn · a2 white pawn · b2 white pawn · e2 white king · g2 white pawn · h2 white pawn · a1 white rook · b1 white knight · d1 white queen · f1 white bishop · g1 black knight · h1 white rook | a8 black rook · b8 black knight · c8 black bishop · d8 black queen · e8 black king · g8 black knight · h8 black rook · a7 black pawn · b7 black pawn · c7 black pawn · f7 black pawn · g7 black pawn · h7 black pawn · e5 white pawn · b4 white bishop · c4 white pawn · a2 white pawn · b2 white pawn · e2 white king · g2 white pawn · h2 white pawn · a1 white rook · b1 white knight · d1 white queen · f1 white bishop · g1 black knight · h1 white rook | 3 |
| 2 | a8 black rook · b8 black knight · c8 black bishop · d8 black queen · e8 black king · g8 black knight · h8 black rook · a7 black pawn · b7 black pawn · c7 black pawn · f7 black pawn · g7 black pawn · h7 black pawn · e5 white pawn · b4 white bishop · c4 white pawn · a2 white pawn · b2 white pawn · e2 white king · g2 white pawn · h2 white pawn · a1 white rook · b1 white knight · d1 white queen · f1 white bishop · g1 black knight · h1 white rook | a8 black rook · b8 black knight · c8 black bishop · d8 black queen · e8 black king · g8 black knight · h8 black rook · a7 black pawn · b7 black pawn · c7 black pawn · f7 black pawn · g7 black pawn · h7 black pawn · e5 white pawn · b4 white bishop · c4 white pawn · a2 white pawn · b2 white pawn · e2 white king · g2 white pawn · h2 white pawn · a1 white rook · b1 white knight · d1 white queen · f1 white bishop · g1 black knight · h1 white rook | a8 black rook · b8 black knight · c8 black bishop · d8 black queen · e8 black king · g8 black knight · h8 black rook · a7 black pawn · b7 black pawn · c7 black pawn · f7 black pawn · g7 black pawn · h7 black pawn · e5 white pawn · b4 white bishop · c4 white pawn · a2 white pawn · b2 white pawn · e2 white king · g2 white pawn · h2 white pawn · a1 white rook · b1 white knight · d1 white queen · f1 white bishop · g1 black knight · h1 white rook | a8 black rook · b8 black knight · c8 black bishop · d8 black queen · e8 black king · g8 black knight · h8 black rook · a7 black pawn · b7 black pawn · c7 black pawn · f7 black pawn · g7 black pawn · h7 black pawn · e5 white pawn · b4 white bishop · c4 white pawn · a2 white pawn · b2 white pawn · e2 white king · g2 white pawn · h2 white pawn · a1 white rook · b1 white knight · d1 white queen · f1 white bishop · g1 black knight · h1 white rook | a8 black rook · b8 black knight · c8 black bishop · d8 black queen · e8 black king · g8 black knight · h8 black rook · a7 black pawn · b7 black pawn · c7 black pawn · f7 black pawn · g7 black pawn · h7 black pawn · e5 white pawn · b4 white bishop · c4 white pawn · a2 white pawn · b2 white pawn · e2 white king · g2 white pawn · h2 white pawn · a1 white rook · b1 white knight · d1 white queen · f1 white bishop · g1 black knight · h1 white rook | a8 black rook · b8 black knight · c8 black bishop · d8 black queen · e8 black king · g8 black knight · h8 black rook · a7 black pawn · b7 black pawn · c7 black pawn · f7 black pawn · g7 black pawn · h7 black pawn · e5 white pawn · b4 white bishop · c4 white pawn · a2 white pawn · b2 white pawn · e2 white king · g2 white pawn · h2 white pawn · a1 white rook · b1 white knight · d1 white queen · f1 white bishop · g1 black knight · h1 white rook | a8 black rook · b8 black knight · c8 black bishop · d8 black queen · e8 black king · g8 black knight · h8 black rook · a7 black pawn · b7 black pawn · c7 black pawn · f7 black pawn · g7 black pawn · h7 black pawn · e5 white pawn · b4 white bishop · c4 white pawn · a2 white pawn · b2 white pawn · e2 white king · g2 white pawn · h2 white pawn · a1 white rook · b1 white knight · d1 white queen · f1 white bishop · g1 black knight · h1 white rook | a8 black rook · b8 black knight · c8 black bishop · d8 black queen · e8 black king · g8 black knight · h8 black rook · a7 black pawn · b7 black pawn · c7 black pawn · f7 black pawn · g7 black pawn · h7 black pawn · e5 white pawn · b4 white bishop · c4 white pawn · a2 white pawn · b2 white pawn · e2 white king · g2 white pawn · h2 white pawn · a1 white rook · b1 white knight · d1 white queen · f1 white bishop · g1 black knight · h1 white rook | 2 |
| 1 | a8 black rook · b8 black knight · c8 black bishop · d8 black queen · e8 black king · g8 black knight · h8 black rook · a7 black pawn · b7 black pawn · c7 black pawn · f7 black pawn · g7 black pawn · h7 black pawn · e5 white pawn · b4 white bishop · c4 white pawn · a2 white pawn · b2 white pawn · e2 white king · g2 white pawn · h2 white pawn · a1 white rook · b1 white knight · d1 white queen · f1 white bishop · g1 black knight · h1 white rook | a8 black rook · b8 black knight · c8 black bishop · d8 black queen · e8 black king · g8 black knight · h8 black rook · a7 black pawn · b7 black pawn · c7 black pawn · f7 black pawn · g7 black pawn · h7 black pawn · e5 white pawn · b4 white bishop · c4 white pawn · a2 white pawn · b2 white pawn · e2 white king · g2 white pawn · h2 white pawn · a1 white rook · b1 white knight · d1 white queen · f1 white bishop · g1 black knight · h1 white rook | a8 black rook · b8 black knight · c8 black bishop · d8 black queen · e8 black king · g8 black knight · h8 black rook · a7 black pawn · b7 black pawn · c7 black pawn · f7 black pawn · g7 black pawn · h7 black pawn · e5 white pawn · b4 white bishop · c4 white pawn · a2 white pawn · b2 white pawn · e2 white king · g2 white pawn · h2 white pawn · a1 white rook · b1 white knight · d1 white queen · f1 white bishop · g1 black knight · h1 white rook | a8 black rook · b8 black knight · c8 black bishop · d8 black queen · e8 black king · g8 black knight · h8 black rook · a7 black pawn · b7 black pawn · c7 black pawn · f7 black pawn · g7 black pawn · h7 black pawn · e5 white pawn · b4 white bishop · c4 white pawn · a2 white pawn · b2 white pawn · e2 white king · g2 white pawn · h2 white pawn · a1 white rook · b1 white knight · d1 white queen · f1 white bishop · g1 black knight · h1 white rook | a8 black rook · b8 black knight · c8 black bishop · d8 black queen · e8 black king · g8 black knight · h8 black rook · a7 black pawn · b7 black pawn · c7 black pawn · f7 black pawn · g7 black pawn · h7 black pawn · e5 white pawn · b4 white bishop · c4 white pawn · a2 white pawn · b2 white pawn · e2 white king · g2 white pawn · h2 white pawn · a1 white rook · b1 white knight · d1 white queen · f1 white bishop · g1 black knight · h1 white rook | a8 black rook · b8 black knight · c8 black bishop · d8 black queen · e8 black king · g8 black knight · h8 black rook · a7 black pawn · b7 black pawn · c7 black pawn · f7 black pawn · g7 black pawn · h7 black pawn · e5 white pawn · b4 white bishop · c4 white pawn · a2 white pawn · b2 white pawn · e2 white king · g2 white pawn · h2 white pawn · a1 white rook · b1 white knight · d1 white queen · f1 white bishop · g1 black knight · h1 white rook | a8 black rook · b8 black knight · c8 black bishop · d8 black queen · e8 black king · g8 black knight · h8 black rook · a7 black pawn · b7 black pawn · c7 black pawn · f7 black pawn · g7 black pawn · h7 black pawn · e5 white pawn · b4 white bishop · c4 white pawn · a2 white pawn · b2 white pawn · e2 white king · g2 white pawn · h2 white pawn · a1 white rook · b1 white knight · d1 white queen · f1 white bishop · g1 black knight · h1 white rook | a8 black rook · b8 black knight · c8 black bishop · d8 black queen · e8 black king · g8 black knight · h8 black rook · a7 black pawn · b7 black pawn · c7 black pawn · f7 black pawn · g7 black pawn · h7 black pawn · e5 white pawn · b4 white bishop · c4 white pawn · a2 white pawn · b2 white pawn · e2 white king · g2 white pawn · h2 white pawn · a1 white rook · b1 white knight · d1 white queen · f1 white bishop · g1 black knight · h1 white rook | 1 |
|   | a | b | c | d | e | f | g | h |   |

Trong bộ "Bách khoa toàn thư về Khai cuộc Cờ vua" (quyển D) trình bày 6.fxe3 là nước mạnh nhất. Đen có lợi thế nhỏ nhưng Trắng đã tránh được diễn biến tồi tệ và còn cơ hội phòng thủ.
6... exf2+
Giờ nếu 7.Vxf2 sẽ mất Hậu với 7...Hxd1, thế nên Trắng buộc phải chơi 7.Ve2.
7. Ve2 fxg1=M+! (xem hình)
Phong cấp dưới là điểm mấu chốt của cái bẫy này (nếu phong thành Hậu 7...fxg1=H, thì sẽ 8.Hxd8+ Vxd8 9.Xxg1 và tình thế này là ổn cho Trắng). Giờ nếu 8.Xxg1 sẽ 8...Tg4+, xiên và Trắng mất Hậu.
8. Ve1 Hh4+ 9. Vd2
Nếu 9.g3 Trắng sẽ mất Xe ở h1 bởi đòn chĩa đôi 9...He4+.
9... Mc6
Trắng không còn cơ hội. Tiếp sau 10.Tc3 Tg4 là 11...0-0-0+, Đen áp đảo vượt trội.